# 篆角乡
篆角乡，是中华人民共和国云南省文山壮族苗族自治州广南县下辖的一个乡镇级行政单位。

## 行政区划
篆角乡下辖以下地区：
阿渺村、大坪村、布标村、干坝村、坝熬村、下寨村和红岩村。